# Pila (partido)
Pour les articles homonymes, voir Pila.
Le partido de Pila est une subdivision de la province argentine de Buenos Aires. Fondé en 1839, sa capitale est Pila.